# Szilveszter és Csőrike kalandjai
A Szilveszter és Csőrike kalandjai (eredeti cím: The Sylvester & Tweety Mysteries) 1995-től 2002-ig futott amerikai televíziós rajzfilmsorozat, amelyet a Warner Bros. készített. Műfaját tekintve szituációs komédiasorozat és misztikus sorozat.  Amerikában a Kids’ WB és a Cartoon Network vetítette, Magyarországon az RTL Klub és a Boomerang sugározta. 2008 szeptemberében jelent meg DVD-n a Warner kiadásában.

## Történet
A legsajátságosabb bűnüldöző csapat a városban, Szilveszter és Csőrike bemutatja, hogyan fejti meg Nagyi, Szilveszter és Csőrike a világ legizgalmasabb rejtélyeit. Csőrike és Nagyi levadásszák a bűnözőket, míg Szilveszter Csőrikét próbálja levadászni.

## Szereplők
| Szereplő                | Eredeti hang | Magyar hang                                      | Leírás |
| ----------------------- | ------------ | ------------------------------------------------ | --- |
| Szilveszter (Sylvester) | Joe Alaskey  | Hankó Attila (1-4. évad) Koroknay Géza (5. évad) | Szilveszter, a régóta szenvedő kóbor macska folyamatos frusztráltságban él, mert hiába próbálja elkapni Csőrikét ebédre. De ha Szilveszternek akkor is alaposan ellátják a baját, ha megpróbál jó lenni. |
| Csőrike (Tweety)        | Joe Alaskey  | Radó Denise (1-4. évad) Kiss Erika (5. évad)     | Csőrike kismadár egy kedves, ártatlannak kinéző kanári, de Csőrike tágra nyílt szemei és a sárga tollazata alatt egy agyafúrt túlélő szíve dobog. Szívesen tartózkodik kalitkájában, óvakodva Szilveszter ragadozó mancsaitól, és mindig gondoskodik arról, hogy a szegény macska végül forró vízben végezze, ha az portyázás céljából közeledne feléje. |
| Nagyi (Granny)          | June Foray   | Kassai Ilona                                     | Nagyi a Szilveszter és Csőrike kalandjai éles eszű központi szereplője. Míg a Szilveszter és Csőrike kalandjai során a világot járja, Nagyi távol tartja Szilveszter macskát attól, hogy Csőrikét belakmározza, és mindig átlát Szilveszter ostoba álruháin.                                                                                             |
| Hektor (Hector)         | Frank Welker | Lázár Sándor (1-4. évad) Bolla Róbert (5. évad)  | Hektor kutya is Nagyi állata. Egy hatalmas buldog, aki szereti a pihenést és az evést. Gyakran védelmezi Csőrikét Szilveszter karmaitól, a macskának pedig rendszerint behúz néhányat hatalmas mancsával. |

## Magyar változat
A szinkront az RTL Klub megbízásából a Mafilm Audio Kft. készítette.
- Magyar szöveg: Bényei Márta, Török Eszter
- Hangmérnök: Kardos Péter, Tóth Péter Ákos
- Vágó: Simkóné Varga Erzsébet, Simkó Ferenc
- Gyártásvezető: Gelencsér Adrienne
- Szinkronrendező: Lakos Éva

## Epizódok
| Évad | Évad | Epizódok | Eredeti sugárzás     | Eredeti sugárzás   |
| Évad | Évad | Epizódok | Évadpremier          | Évadzárás          |
| ---- | ---- | -------- | -------------------- | ------------------ |
|      | 1    | 13       | 1995. szeptember 9.  | 1996. február 17.  |
|      | 2    | 8        | 1996. szeptember 7.  | 1997. február 22.  |
|      | 3    | 13       | 1997. szeptember 13. | 1998. május 16.    |
|      | 4    | 13       | 1998. szeptember 19. | 1999. május 1.     |
|      | 5    | 5        | 1999. szeptember 18. | 2002. december 13. |